# Bob-Weltmeisterschaft 1987
Die 40. Bob-Weltmeisterschaft fand 1987 bereits zum 15. Mal in St. Moritz in der Schweiz statt.

## Männer

### Zweierbob
Im Zweierbob waren die Heimteams nicht zu schlagen. Der Bob der DDR fuhr zeitgleich auf den zweiten Platz.
| Platz | Land   | Sportler                             | Zeit        |
| ----- | ------ | ------------------------------------ | ----------- |
| 1     | SUI I  | Ralph Pichler Celeste Poltera        | 4:33,09 min |
| 2     | SUI II | Hans Hiltebrand André Kiser          | +0,36 s     |
| 2     | GDR I  | Wolfgang Hoppe Dietmar Schauerhammer | +0,36 s     |
| 4     | URS I  | Jānis Ķipurs Wladimir Alexandrow     | +1,40 s     |
| 5     | FRG I  | Anton Fischer Christoph Langen       | +2,51 s     |
| 6     | GBR I  | Nick Phipps Alan Cearns              | +2,88 s     |
| 7     | AUT    | Ingo Appelt / Muigg                  | +3,18 s     |
| 8     | ITA    | Wolf / Beikircher                    | +4,33 s     |
| 9     | AUT    | Franz Paulweber Mark Winkler         | +4,55 s     |
| 10    | GBR    | Tout / Armstrong                     | +5,32 s     |
| 11    | URS    | Ekmanis / Richter                    | +5,85 s     |
| 12    | CAN    | Haydenluck / Lloyd                   | +6,16 s     |

Datum: 10./11. Januar 1987

### Viererbob
| Platz | Land   | Sportler                                                                            | Zeit        |
| ----- | ------ | ----------------------------------------------------------------------------------- | ----------- |
| 1     | SUI II | Hans Hiltebrand Urs Fehlmann Erwin Fassbind André Kiser                             | 4:22,65 min |
| 2     | GDR I  | Wolfgang Hoppe Bogdan Musiol (Andreas Kirchner) Roland Wetzig Dietmar Schauerhammer | +0,26 s     |
| 3     | SUI I  | Ralph Pichler Heinrich Notter Edgar Dietsche Celeste Poltera                        | +1,11 s     |
| 4     | FRG II | Anton Fischer Florian Cruciger Uwe Eisenreich Christoph Langen                      | +1,87 s     |
| 5     | AUT I  | Peter Kienast Siegfried Zwerschina Christian Mark Kurt Teigl                        | +2,14 s     |
| 6     | GBR I  | Nick Phipps Thorne Cearns Alec Leonce                                               | +2,37 s     |

Datum: 17./18. Januar 1987

## Medaillenspiegel
| Platz | Land                            | Gold | Silber | Bronze | Gesamt |
| ----- | ------------------------------- | ---- | ------ | ------ | ------ |
| 1     | Schweiz                         | 2    | 1      | 1      | 4      |
| 2     | Deutsche Demokratische Republik | 0    | 2      | 0      | 2      |